# Joseph Wilhelm von Fugger-Glött
Joseph Wilhelm von Fugger-Glött (* 6. Juli 1683 in Glött; † 16. November 1749 in Köln) war Domherr in Köln.
Joseph Wilhelm entstammt dem Geschlecht der Fugger-Glött, einer Linie der Fugger von der Lilie. Er war seit 1691 Domherr in Köln und zugleich von 1709 bis 1745 Domherr in Konstanz. Als Kölner Kanoniker wurde er auch in das Stiftskapitel von St. Gereon in Köln aufgenommen. Im Kölner Domkapitel wurde er 1731 Afterdechant und 1734 Thesaurar des Kölner Domes.
Siehe auch: Liste der Kölner Domherren
| Personendaten    | Personendaten                    |
| ---------------- | -------------------------------- |
| NAME             | Fugger-Glött, Joseph Wilhelm von |
| KURZBESCHREIBUNG | Domherr in Köln                  |
| GEBURTSDATUM     | 6. Juli 1683                     |
| GEBURTSORT       | Glött                            |
| STERBEDATUM      | 16. November 1749                |
| STERBEORT        | Köln                             |